# Abbadides
Les `Abbadides, `Abbadites ou Banû `Abbad (arabe : banū `abbād
بنو عباد ou al-`abbādyī
العبادي) sont une dynastie arabe musulmane qui régna à Séville (1023-1091) après le démembrement du califat Omeyyade de Cordoue, durant la première période de taïfas et est appelée ainsi du nom d'un ancêtre 'Abbad'.
La dynastie descend des Lakhmides, une tribu arabe ayant régné en Irak à l'époque préislamique. Ses membres étaient à la fois cadis (juges musulmans) et gouverneurs de Séville.

## La dynastie
- Abbad Ier (Al-Mutamid ibn Abbad, ou Muhammad ibn Isma`il) (règne 1023-1042)
  - Abbad II (Abû Amr Abbad “Al-Mu`tadid”) (règne 1042-1068)
    - Al-Mu`tamid ibn Abbad (Abbad III, Abû al-Qâsim Muhammad Al-Mu`tamid) (règne 1068-1091) il meurt en 1095

## La princesse Zaïda
Lors de la conquête de l’État sévillan par les Almoravides, une Abbadide, belle-fille d’al-Mutamid, la princesse Zaïda, veuve du prince al-Mamoun tué en défendant Cordoue lors de la bataille du château d'Almodovar le 26 mars 1090 contre l'armée Almoravide, horrifiée à l’idée de tomber entre les mains de ces « Barbares », s’enfuit en terre chrétienne.
Elle arriva à la cour d’Alphonse VI. Celui-ci en fit sa maîtresse. Convertie au christianisme sous le nom d’Isabelle, elle donna au roi en 1097 le seul fils qu’il eut, l’infant Sanche qu’il légitima. Ce fils d’une Abbadide serait devenu roi de Castille, de León et de Galice s’il n’était décédé avant son père le 30 mai 1108. Elle-même était morte d'une fausse couche le 12 septembre 1099.